# ルパン三世 伝説の秘宝を追え!
『ルパン三世 伝説の秘宝を追え!』（ルパンさんせい でんせつのひほうをおえ）は、1994年12月27日に日本のエポック社から発売されたスーパーファミコン用横スクロールアクションゲーム。
主人公のルパン三世を操作し、謎の組織「ブラディレイン」に捉えられた峰不二子を救出する事を目的としている。ルパンが多彩なアクションを行い、アイテムを駆使し、エリア内のトラップ等を解除、かわしながらクリアを目指していく内容となっている。
開発はポップハウスデザインスタジオおよび酒田エス・エー・エスが行い、プロデューサーは『ドラえもん のび太と妖精の国』（1993年）を手掛けた沓掛隆志、ディレクターは『J.リーグエキサイトステージ'94』（1994年）を手掛けた沢田幸一および『ドラえもん3 のび太と時の宝玉』（1994年）を手掛けた桑原悟、音楽は『ドラえもん2 のび太のトイズランド大冒険』（1993年）を手掛けた小川寿夫、グラフィック監修はアニメーターの大塚康生が担当している。

## ゲーム内容
- 体力ゲージが存在し、これがなくなるとミスとなる。ミスすると、そのエリアの最初からやり直しになり、アイテムの所持数も初期状態に戻る。
- エリアをいくつかクリアしていくと、アニメーションムービーに切り替わり、会話シーンが展開される。
- パスワードコンティニュー制を採用。
- アイテムの所持数は最大9個まで。
- ゲームの進行により、ストーリーが変化する。

## ストーリー
ある日、ケイト、ジェンマの二人組がルパン、次元大介、石川五ェ門のアジトにやってくる。そして、ブラディレインなる組織を名乗り、不二子を捕らえたと告げる。「すぐ助けに行く」と躍起となるルパンだが、次元、五右エ門は「不二子に関わるとロクなことがない」と言うため、ルパン一人でブラディレインに乗りこむことになる。

## ゲストキャラクター
- ケイト博士 - ショートカットの女性。ブラディレインの名をあえて出し、ルパンをおびき出す。銭形警部と面識がある模様。
- ジェンマ - 兵器としてケイトに開発された人型ロボット。ゲーム中に彼と何度か戦うことになるが、体当たり、ジャンプ攻撃、スライディングなど、外見に似合わぬ俊敏な動きでルパンを苦しめる。
- ルドモント - ブラディレインのボス。伝説の秘宝を手に入れるため、ケイト、ジェンマを利用する。ほかにも数々の容疑がかかっており、銭形も彼を捜査している。

## スタッフ
- 企画：ポップハウスデザインスタジオ、エポック社
- プログラム：エス・エー・エス
- プログラマー：梅木元博、伊藤伸、日向圭一、阿曽政昭、今井敏彦、池田慎一、佐藤久志、今井裕行
- グラフィック：ポップハウスデザインスタジオ
- グラフィック・デザイナー：加藤栄吾、平井新、増山裕一、井上崇、瀬倉陽児、黒部加代、久井めぐみ
- 音楽：小川寿夫
- サウンド・デザイン：沓掛隆志、入江茂明、杉山茂敏
- コーラス：栗野めぐみ、若林美賀子、島崎理恵子
- ディレクター：沢田幸一、桑原悟、菅原和昭
- グラフィック・アドバイザー：島村誠司
- スペシャル・サンクス：小田真治、堀越丈広、葭原重和、太田宏、高橋直樹、岡部敏也、加藤和男、野田洋司、尾島行紀、風間世史雄、嶋田由美子、萩原治、鈴木実
- グラフィック監修：大塚康生
- 協力：東京ムービー新社
- プロデューサー：沓掛隆志
- スーパーバイザー：堀江正幸
- エグゼクティブ・プロデューサー：前田道裕、蛇谷秀明

## 評価
ゲーム誌『ファミコン通信』の「クロスレビュー」では5・6・5・7の合計23点（満40点）、『ファミリーコンピュータMagazine』の読者投票による「ゲーム通信簿」での評価は以下の通り、20.5点（満30点）となっている。
| 項目 | キャラクタ | 音楽 | お買得度 | 操作性 | 熱中度 | オリジナリティ | 総合 |
| 得点 | 3.8        | 3.3  | 3.2      | 3.4    | 3.6    | 3.2            | 20.5 |